# Shadia Abou Ghazalé
Shadia Abou Ghazalé (en arabe : شادية أبو غزالة) est une militante politique palestinienne née en 1949 et morte en 1968. Elle est décrite comme une terroriste par les Israéliens et comme une martyre par les Palestiniens. Elle est décrite comme « parmi les premières femmes palestiniennes à participer à la résistance militaire après l'occupation de 1967 » ou « l'une des premières femmes terroristes palestiniennes »,.
Elle est née le 8 janvier 1949 à Naplouse et a fait ses études à l'école fatimide pour filles. Elle a étudié un an en Égypte à l'université Ain Shams du Caire, mais a ensuite décidé de poursuivre ses études en psychologie et en sciences sociales à l'université nationale An-Najah de Naplouse. Elle a été impliquée dans le Mouvement nationaliste arabe en 1964 et a été l'une des premières membres du Front populaire de libération de la Palestine (FPLP) lors de sa fondation en 1967. Au sein du mouvement, elle a dirigé des organisations de femmes et a été impliquée dans la politique et dans l'éducation militaire des jeunes : « elle considérait l'éducation, la connaissance et la science comme des armes dans la lutte pour la libération ».
Elle meurt le 28 novembre 1968, à l'âge de 19 ans, dans l'explosion dans sa propre maison alors qu'elle préparait une bombe, qui aurait été destinée à une attaque contre Tel-Aviv,.
Deux écoles sont nommées en sa mémoire : l'école pour filles Shadia Abu Ghazalé à Gaza et le lycée pour garçons Shadia Abou Ghazalé à Jabalia.